# Franziska (Schlagersängerin)
Franziska (* 28. Februar 1993; bürgerlich Franziska Katzmarek) ist eine deutsche Schlagersängerin aus Almsdorf bei Mücheln (Geiseltal) und Gewinnerin der „Sommerhitparade“ 2007 – Immer wieder sonntags (ARD).

## Anfänge
Erste Erfahrungen sammelte Franziska bei Gesangsauftritten im Alter von acht Jahren. Im Jahr 2002 nahm sie ihre erste  Single mit dem Titel „Weißt du was Heimweh ist“ auf und belegte bei ihrer Teilnahme am Vorentscheid des Grand Prix der Volksmusik in Holland den 3. Platz. Erste kleine Fernsehauftritte hatte Franziska im Jahr 2003 bei „Dido’s Musikshow“, die im offenen Kanal in Berlin ausgestrahlt wurden. Im gleichen Jahr lernten sie auf einem Konzert den Musiker und Produzenten Willi Seitz kennen und nahm mit ihm gemeinsam das Album „Solange man noch träumen kann“ auf. Im Zuge zahlreicher Fanreisen nach Österreich traf Franziskus die Produzenten des Labels Tyrolis, Georg und Walter Wörle und veröffentlichte im Jahr 2004 ihr zweites Album „Sieh den Regenbogen“, auf welchem erstmals Titel der jungen Franziska zu hören waren.

## Ausbildung
Seit frühester Jugend erhielt Franziska Gesangsunterricht am Konservatorium in Halle (Saale), ab 2006 darüber hinaus Klavierstunden an der Musikschule in Weißenfels. Nach ihrem Durchbruch im Jahr 2007 nahm sich Franziska 2008 eine Auszeit von der Schule und widmete sich ihrer Karriere. Ein Jahr später holte sie den erweiterten Realschulabschluss an einer Abendschule in Naumburg (Saale) nach. Im August 2014 begann die Sängerin dann ein Musikstudium an der MUSIFA Leipzig, welches sie im Sommer 2017 erfolgreich abgeschlossen hat.
Seitdem ist sie in Leipzig als staatlich anerkannte Gesangspädagogin tätig.

## Karriere
2005 lernte Franziska den Produzenten Bernd Jost aus Jesteburg kennen. Mit ihm produzierte sie ihr erstes Solo-Album „Meine Welt“ unter dem Namen „Franzie“. Die Veröffentlichung dieser 12 Country Titel brachten Franziska Auftritte in Achims Hitparade und der „Country-Gala“ im MDR ein. 2007 begleitete Franziska den Schlagersänger Semino Rossi bei dessen Weihnachtstournee und lernte dabei den Produzenten und Komponisten Sigmar Strecker kennen. Gemeinsam mit William King nahmen sie u. a. den Titel „Sommergefühl“ auf, mit dem sie erstmals in der Sendung Immer wieder sonntags (ARD) auftrat. Im Sommer 2007 gewann sie dort den Newcomer-Wettbewerb „Sommerhitparade“ und wurde zur ersten Sommerhitkönigin gekrönt. Das Label Sony Music/Ariola wurde auf die Sängerin aufmerksam und nahm sie unter Vertrag. Im August 2007 wurde die Single „Sommergefühl“ veröffentlicht und erreichte Platz 46 der deutschen Single-Charts. Fünf Monate später erschien das Album „Nur geträumt“. In den Wochen nach ihrem Sieg der Sommerhitparade 2007 erlangte Franziska weitere Bekanntheit durch TV-Auftritte bei TV Total (Pro7), RTL Exclusiv – Das Starmagazin und „Die Schlager des Jahres“ (MDR).
Es folgten Tourneen und Auftritte mit Künstlern wie Andy Borg, Helene Fischer, Stefanie Hertel und Stefan Mross. Im Dezember 2007 wurde sie mit dem Herbert-Roth-Preis in der gleichnamigen TV-Sendung des MDR ausgezeichnet und zugleich als „Aufsteigerin des Jahres“ für die Goldene Henne nominiert. Am 14. Januar 2011 erschien ihr drittes Studioalbum Herzklopfen, welches ebenfalls von William King produziert wurde und bei Ariola/Sony Music erschien. Das Album erreichte im Januar 2011 in den deutschen Charts Platz 77. Im selben Jahr erhielt die junge Künstlerin ihre erste Goldene Schallplatte und im Januar 2012 gewann Franziska in Dortmund den deutschen Popschlagerpreis „Schlager Saphir“ in der Kategorie „Beste Live-Künstlerin 2011“ Anfang 2013 startete die Sängerin ihre erste Radio-Tour quer durch Österreich. Im Januar 2015 bekam Franziska im Rahmen ihrer 500. Alpha Autogrammstunde den populären „Alpha Award“ überreicht. Im selben Jahr trat sie erstmals mit ihrer Band, bestehend aus Marius Gebhardt (Schlagzeug), Jonas Fahlke (Bass) und Robert-Leonard Seehafer (Gitarre) bei Immer wieder sonntags in der ARD auf. 2016 tourte sie gemeinsam mit dem Moderator Maxi Arland und dem Programm „Kreuzfahrt der Träume“ sechs Monate lang durch Deutschland. Auch am TV-Projekt „Sounds like Heimat“ (WDR) durfte die 23-jährige Sängerin mit ihrer Band teilnehmen und ein Lied über die Stadt Hagen in Nordrhein-Westfalen schreiben.
Im Januar 2017 erschien ihr erstes Best-Of Album „10 Jahre Sommergefühl - Ein Abenteuer“, welches sich wieder erfolgreich in den deutschen Albumcharts platzieren konnte.
Darauf enthalten war auch eine Neuaufnahme ihres Hits „Sommergefühl“. Zur Veröffentlichung ihres Albums fand eine deutschlandweite Autogrammstunden und Radio-Tour statt, die die Sängerin bis nach Österreich führte. Im Mai war sie zu Gast bei „Schlager unter Palmen“ auf Kreta u. a. mit Julian David und Rosanna Rocci, welche täglich von dem Radiosender „Radio Paloma“ begleitet wurde. In TV-Sendungen wie „Immer wieder Sonntags“, „Schlager einer Stadt“ oder „Musik auf dem Lande“ durfte Franziska nochmal ein Rückblick ihrer jungen Karriere geben.
Zum Anlass ihres 10-jährigen Bühnenjubiläums veranstaltete die junge Sängerin ein Konzert in der Rotkäppchen Sektkellerei in ihrer Heimat Freyburg. Prominente Gäste ihres Konzertes waren u. a. Michael Hirte und G.G. Anderson. Im November 2017 trat Franziska in der Quizshow Wer weiß denn sowas? gegen ihre Kollegin Beatrice Egli an und begeisterte knapp 4 Millionen Zuschauer. Im darauffolgenden Monat unterstützte sie den SC DHfK Leipzig Handball beim Weihnachtssingen in einer Wette mit dem Unternehmen REWE. Ziel war es, 6000 Menschen in der Arena Leipzig dazu zu bringen, das Weihnachtslied „Oh Tannenbaum“ zu singen.
Im August 2018 erschien ihr aktuelles Album „Herrlich Unperfekt“, mit dem sie ihren bisher größten Charterfolg feiern durfte. Im Dezember 2019 ging die junge Sängerin erstmals auf Solo-Tournee mit dem Programm „Zauberhafte Weihnachten mit Franziska“. Mit ihrer Single „Sommer in der Stadt“ durfte die junge Sängerin im Sommer 2020 in TV-Sendungen wie „Schlager einer Stadt“, „Der große MDR Schlagerfrühling“ und „Schlager des Monats“ auftreten.

## Privates
Einer der erfolgreichsten Manager im Musikbusiness wurde auf Franziska  aufmerksam. Seitdem wird sie durch ihren Lebenspartner, dem Sänger und Musiker Robert-Leonard Seehafer, gemanagt. Gemeinsam leben und arbeiten sie in Leipzig.

## Diskografie
Alben
- Franziska & Wolfgang
  - Sieh den Regenbogen (2004)
  - Solange man noch träumen kann (2004)

- Franziska
  - Meine Welt (2006, als „Franzie“)
  - Nur geträumt (2008)
  - Erzähl mir von der Zärtlichkeit (2009)
  - Herzklopfen (2011)
  - Die Liebe ist ein Niemandsland (2012)
  - Flimmernde Straßen (2014)
  - Magnetisch (2015)
  - 10 Jahre Sommergefühl – Ein Abenteuer (2017)[4][5]
  - Herrlich unperfekt (2018)
  - Die Remixe (2019)
  - Popsongs (2020)

Singles
- Sommergefühl (2007)
- Was ich fühle für dich (das ist mein Geheimnis) (2007)
- Es fällt ein kleiner Stern auf die Welt (2008)
- Ein bisschen Sonnenschein (2008)
- Immer wieder (2008)
- Heute, hier und für immer (2009)
- Für dich und immer wieder dich (2009)
- Erzähl mir von der Zärtlichkeit (2009)
- Ich lass mich auf den Sommer ein (2010)
- Herzklopfen (2010)
- Geh aus meinen Träumen (2011)
- Ich bin dabei (2011)
- Wenn Du denkst ich träum (2011)

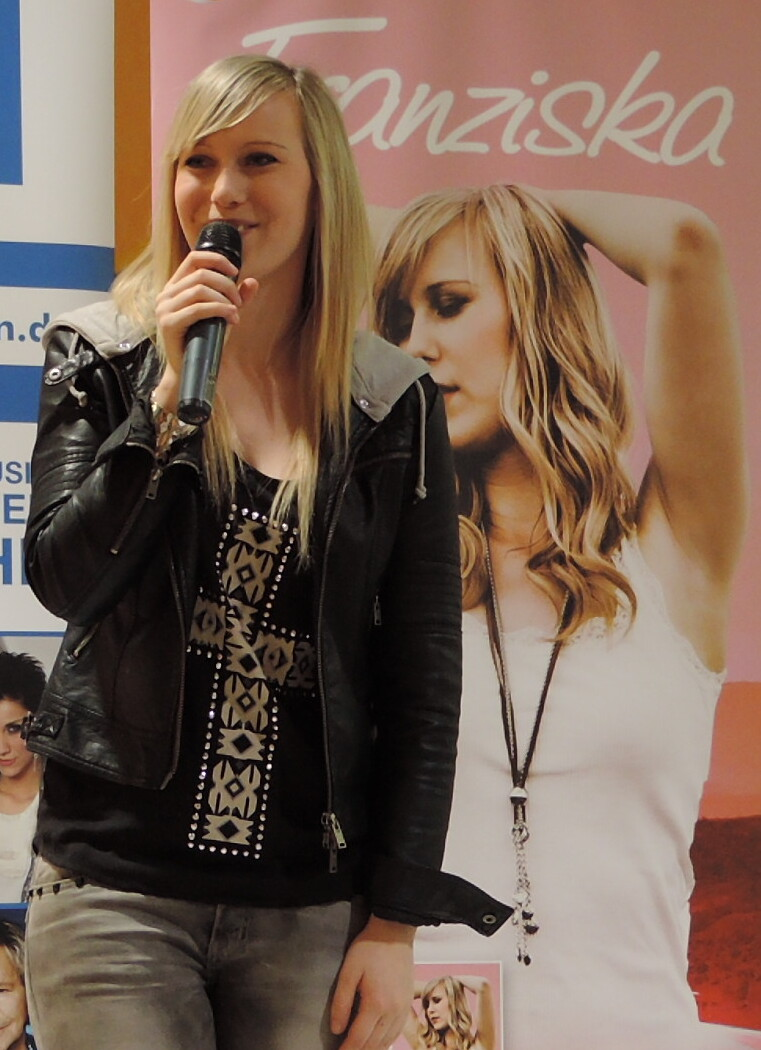
Franziska 2014

- Heute weiß ich erst, wie ich dich liebe (2012)
- Geh aus meinem Herz (2012)
- Alle Jahre wieder (2012)
- Höllenfeuer (2013)
- Die Liebe is ein Neimendsland (2013)
- Alles liegt an dir (2013)
- Polarstern (2013)
- Ich kann ich will ich werde (2014)
- Liebes W-G (2014)
- Austronauten (2014)
- Flimmernde Strassen (2014)
- Lieben will Ich (Nur mit dir) (2015)
- Das Thermometer steigt (2015)
- Mein Prinz (2015)
- Souvenir (2015)
- Alles auf start (2016)
- Silber zu Gold (2016)
- Abenteuer (2016)
- Du und Ich (2017)
- Herrlich unperfekt (2018)
- Sie wissen nicht (2018)
- Sommer in der Stadt (2020)
- Du bist Musik (2021)
- Frag nicht Warum (2021)
- Mitten im Winter (2021)
- Appartement 110 (2022)
- Unsere Stadt (2022)
- Geh doch zu ihr (2023)
- Frag nicht Warum – Akustik (2024)
- Sie wollte immer Paris (2024)

Preise
- 2007 Sommerhitkönigin
- 2007 Herbert-Roth-Preis
- 2008 Nominierung zur Goldenen Henne
- 2010 Nominierung „Mein Star des Jahres“
- 2011 Goldene Schallplatte
- 2012 Schlager Saphir